# Даніель Гарнеро
Даніель Гарнеро (ісп. Daniel Garnero; нар. 1 квітня 1969, Ломас-де-Самора) — аргентинський футболіст, що грав на позиції півзахисника. По завершенні ігрової кар'єри — тренер. Найбільш відомий як футболіст за виступами в складі клубу «Індепендьєнте», у складі якого став чемпіоном Аргентини та переможцем Рекопи Південної Америки, а також у складі національної збірної Аргентини. Як тренер став дворазовим чемпіоном Парагваю.

## Клубна кар'єра
Даніель Гарнеро народився 1969 року в місті Ломас-де-Самора, та є вихованцем футбольної школи клубу «Індепендьєнте». У 1991 році футболіст розпочав професійну кар'єру в основній команді того ж клубу. У складі «Індепендьєнте» грав до 1995 року, взявши участь у 129 матчах чемпіонатута став у складі команди чемпіоном Аргентини та переможцем Рекопи Південної Америки. У 1996 році Гарнеро грав у складі чилійської команди «Універсідад Католіка», а в 1997 році повернувся до складу «Індепендьєнте», цього разу грав у складі клубу до кінця 1999 року, та взяв участь у 78 матчах команди.
Протягом першої половини 2000 року Даніель Гарнеро захищав кольори мексиканського клубу «Торос Неса», після чого в цьому ж році повернувся до складу «Індепендьєнте», та грав у її складі до завершення виступів на футбольних полях у 2001 році.

## Виступи за збірну
У 1995 році Даніель Гарнеро провів свій єдиний матч у складі національної збірної Аргентини.

## Кар'єра тренера
У 2002—2007 роках Даніель Гарнеро працював асистентом головного тренера в низці аргентинських команд. У 2008 році Гарнеро уперше в кар'єрі очолив тренерський штаб клубу «Арсенал» (Саранді), в якому працював до 2009 року.
У 2010 році Даніель Гарнеро став головним тренером своєї колишньої команди «Індепендьєнте», яку тренував протягом року. Згодом колишній півзахисник протягом 2011—2012 років очолював тренерський штаб клубу«Сан-Мартін» (Сан-Хуан), а в 2012—2013 роках був головним тренером клубу «Банфілд». У 2013—2014 роках Гарнеро знову очолював клуб «Сан-Мартін», а в 2014—2015 роках працював у клубі «Індепендьєнте Рівадавія».
У 2015 році аргентинський тренер розпочав свій тривалий період роботи в Парагваї. У 2015 році Гарнеро очолив парагвайський клуб «Соль де Америка». Наступного року тренер прийняв пропозицію попрацювати у клубі «Гуарані» (Асунсьйон), залишив команду з Асунсьйона в кінці 2017 року. На початку 2018 року аргентинський спеціаліст очолив ще один парагвайський клуб «Олімпія» (Асунсьйон), з яким наступного року здобув титул чемпіона Парагваю. У клубі «Олімпія» Гарнеро працював до кінця 2020 року, після чого очолив клуб із парагвайської столиці «Лібертад». Із новою командою аргентинський тренер у 2021 році знову став чемпіоном Парагваю.
У 2023 році Даніель Гарнеро отримав пропозицію очолити національну збірну Парагваю. Аргентинський тренер керував діями парагвайської збірної на розіграші Кубка Америки 2024 року у США. Проте на турнірі парагвайська збірна зайняла останнє місце в груповому турнірі, після чого тренера було звільнено, і він повернувся до роботи з клубом «Лібертад».

## Титули і досягнення

### Як гравця
- Чемпіон Аргентини (1):

«Індепендьєнте» (Авельянеда): Клаусура 1994
- Переможець Рекопи Південної Америки (1):

«Індепендьєнте» (Авельянеда): 1995

### Як тренера
- Чемпіон Парагваю (1):

«Олімпія» (Асунсьйон): Апертура 2019
«Лібертад»: Апертура 2021